# Дюранго (Колорадо)
Дюранго (англ. Durango) — місто (англ. city) в США, в окрузі Ла-Плата штату Колорадо. Населення — 19 071 особа (2020).

## Географія
Дюранго розташоване за координатами 37°16′32″ пн. ш. 107°52′3″ зх. д. / 37.27556° пн. ш. 107.86750° зх. д. (37.275673, -107.867577). За даними Бюро перепису населення США в 2010 році місто мало площу 25,79 км², з яких 25,70 км² — суходіл та 0,08 км² — водойми. В 2017 році площа становила 36,08 км², з яких 36,00 км² — суходіл та 0,09 км² — водойми.

### Клімат
| Клімат : Дюранго        | Клімат : Дюранго | Клімат : Дюранго | Клімат : Дюранго | Клімат : Дюранго | Клімат : Дюранго | Клімат : Дюранго | Клімат : Дюранго | Клімат : Дюранго | Клімат : Дюранго | Клімат : Дюранго | Клімат : Дюранго | Клімат : Дюранго | Клімат : Дюранго |
| Показник                | Січ.             | Лют.             | Бер.             | Квіт.            | Трав.            | Черв.            | Лип.             | Серп.            | Вер.             | Жовт.            | Лист.            | Груд.            | Рік              |
| Абсолютний максимум, °C | 18,3             | 21,7             | 25,6             | 28,9             | 36,7             | 36,7             | 38,9             | 37,2             | 35,6             | 30,6             | 23,3             | 17,8             | 38,9             |
| Середній максимум, °C   | 4,9              | 7,7              | 12,7             | 17,1             | 22,3             | 27,5             | 30,0             | 28,7             | 24,7             | 18,3             | 10,3             | 4,9              | 17,5             |
| Середній мінімум, °C    | −9,7             | −7               | −3,4             | −0,4             | 4,1              | 8,4              | 12,5             | 11,7             | 7,4              | 1,4              | −4,9             | −9,3             | 0,9              |
| Абсолютний мінімум, °C  | −34,4            | −32,8            | −22,8            | −17,8            | −9,4             | −8,9             | 0,6              | −0,6             | −6,7             | −15              | −25,6            | −29,4            | −34,4            |
| Норма опадів, мм        | 58               | 45               | 36               | 39               | 29               | 14               | 45               | 71               | 56               | 51               | 42               | 44               | 530              |
| ----------------------- | ---------------- | ---------------- | ---------------- | ---------------- | ---------------- | ---------------- | ---------------- | ---------------- | ---------------- | ---------------- | ---------------- | ---------------- | ---------------- |
| Джерело:                |                  |                  |                  |                  |                  |                  |                  |                  |                  |                  |                  |                  |                  |

## Демографія
Згідно з переписом 2010 року, у місті мешкало 16 887 осіб у 7017 домогосподарствах у складі 3280 родин. Густота населення становила 655 осіб/км². Було 7851 помешкання (304/км²).
Расовий склад населення:
| - 85,1 % — білих - 6,3 % — корінних американців - 0,8 % — азіатів - 0,6 % — чорних або афроамериканців - 4,1 % — осіб інших рас |

До двох чи більше рас належало 3,0 %. Частка іспаномовних становила 12,3 % від усіх жителів.
За віковим діапазоном населення розподілялося таким чином: 15,7 % — особи молодші 18 років, 74,6 % — особи у віці 18—64 років, 9,7 % — особи у віці 65 років та старші. Медіана віку мешканця становила 30,8 року. На 100 осіб жіночої статі у місті припадало 103,9 чоловіків; на 100 жінок у віці від 18 років та старших — 104,6 чоловіків також старших 18 років.
Середній дохід на одне домашнє господарство становив 75 712 долари США (медіана — 57 024), а середній дохід на одну сім'ю — 103 213 долари (медіана — 77 383). Медіана доходів становила 41 905 доларів для чоловіків та 38 974 долари для жінок. За межею бідності перебувало 13,2 % осіб, у тому числі 9,4 % дітей у віці до 18 років та 2,9 % осіб у віці 65 років та старших.
Цивільне працевлаштоване населення становило 10 007 осіб. Основні галузі зайнятості: мистецтво, розваги та відпочинок — 21,4 %, освіта, охорона здоров'я та соціальна допомога — 21,4 %, науковці, спеціалісти, менеджери — 10,8 %, роздрібна торгівля — 9,4 %.